# Vinos de Buenos Aires

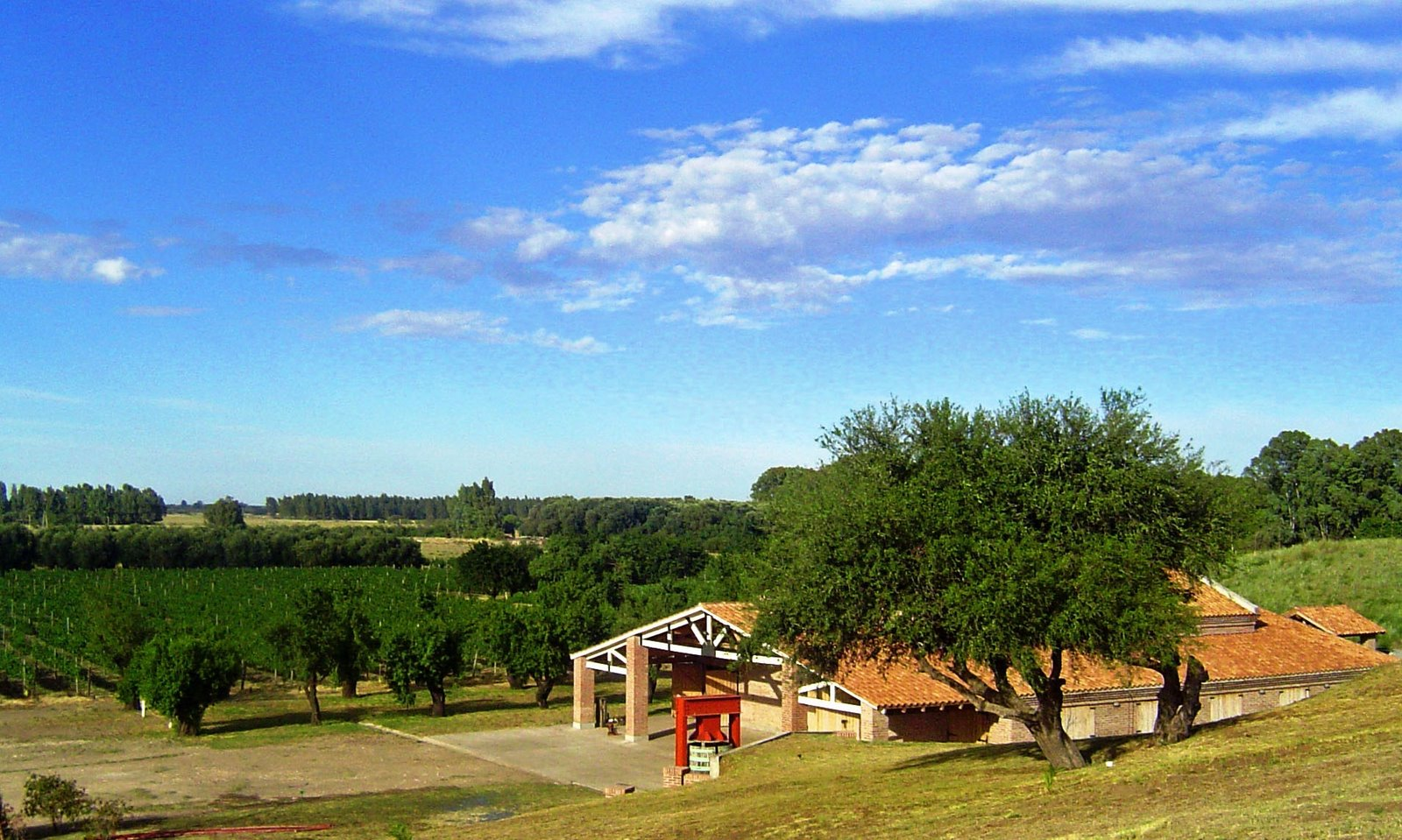
Al Este Bodega y Viñedos en Médanos.

La Provincia de Buenos Aires ha comenzado a producir vinos de alta gama en la zona de Médanos al final del siglo XX. Los viñedos están ubicados al sur de la provincia de Buenos Aires. La tierra en Médanos, que históricamente se dedicó al cultivo de ajo y pasturas, tiene grandes aptitudes para el cultivo de la vid para elaboración de vinos de alta gama. 
La zona de Médanos es la única región vitivinícola de Argentina dedicada a vinos de alta gama que tiene proximidad al Océano Atlántico. La climatología y el terroir tienen condiciones especialmente aptas y únicas en Argentina para la elaboración de Cabernet Sauvignon, Sauvignon Blanc y de un Malbec diferenciado. 
En su primera participación en un concurso internacional, Al Este Bodega y Viñedos de Médanos ganó una Medalla de Plata en el Decanter World Wine Awards del año 2009 celebrado en Londres y su vino está situado entre los mejores "en la lista de recomendaciones de Decanter para el año 2009.

## Elterroir
Este terroir tiene características únicas e ideales para el cultivo de la vid. Médanos tiene condiciones similares a las de Bordeaux, Francia, dadas las características del suelo, el clima y la proximidad al mar. 
Ubicado a 39 º de latitud sur donde convergen la Patagonia y las Pampas, al este de las regiones vitivinícolas tradicionales, Médanos es uno de los lugares de producción de vid con mayor tiempo de exposición solar del hemisferio sur. Esta característica hace que el proceso de fotosíntesis sea más extenso lo que resulta en una producción más elevada de polifenoles y azúcares, lo cual sumado a la piel gruesa que resulta de una primavera ventosa genera vinos de alta gama con color intenso. 
Esta nueva región productiva de Argentina está al este de la zona occidental donde tradicionalmente se ha producido vino.

## Varietales
Los varietales plantados incluyen Malbec, Cabernet Sauvignon, Merlot, Tannat, Chardonnay y Sauvignon Blanc. 

## Véase también

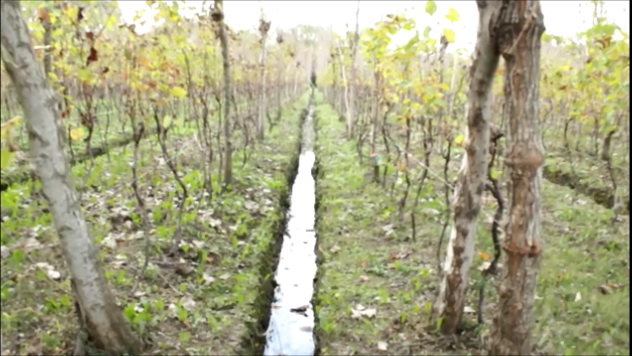
Riego para el Viñedo